# Joe McDermott (chính khách)
J. Joseph McDermott (sinh ngày 1 tháng 7 năm 1967), thường được gọi là Joe McDermott, là một chính khách người Mỹ đến từ tiểu bang Washington và Chủ tịch Hội đồng Hạt King Metropolitan. Trước đây ông đã phục vụ mười năm với tư cách là nhà lập pháp tiểu bang, bảy năm tại Hạ viện Washington và ba năm tại Thượng viện bang Washington.

## Giáo dục và sự nghiệp
Sau khi tốt nghiệp Cử nhân Nghệ thuật về lịch sử và khoa học chính trị tại Đại học Gonzaga, ông lấy bằng Thạc sĩ Quản trị Công tại Đại học Washington. Ông tiếp tục làm việc cho Luật sư công tố Hạt Pierce và Khu học chánh Seattle. Năm 2009, McDermott hoàn thành chương trình Trường Chính phủ John F. Kennedy của Đại học Harvard cho các Giám đốc điều hành cấp cao trong Chính quyền Nhà nước và Chính quyền với tư cách là thành viên lãnh đạo của Viện Chiến thắng LGBTQ David Bohnett.

## Đời tư
McDermott là cư dân thế hệ thứ ba của West Seattle, nơi ông và chồng, Michael Culpepper, làm nhà của họ. Joe McDermott không liên quan đến Dân biểu Jim McDermott.